# 戰鬥者

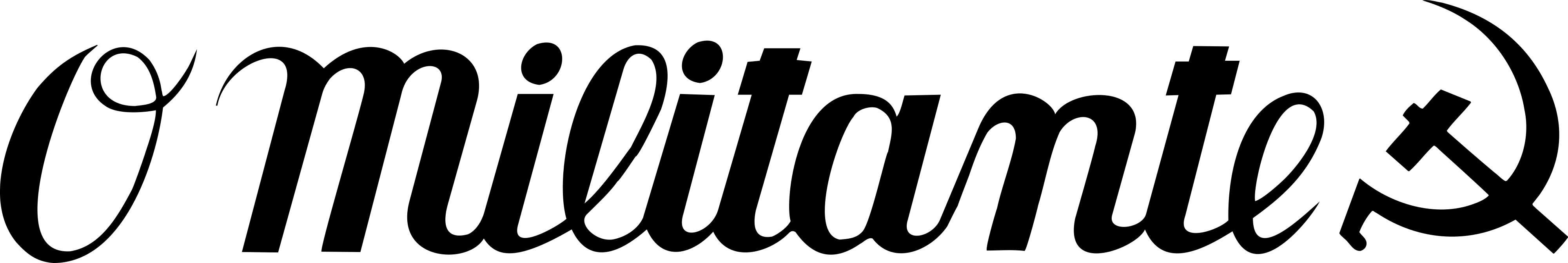
《战斗者》标志

《战斗者》（葡萄牙語：O Militante），又译《党员》，是葡萄牙的一份理论讨论杂志，由葡萄牙共产党创办于1932年。《战斗者》和每周出版的《前进报》一起，构成葡萄牙共产党新闻出版工作的核心组成部分。但与《前进报》不同，《战斗者》只在葡萄牙共产党的办事处销售，或通过订阅方式发行。
该杂志每两个月出版一期，每年共发行六期。
《战斗者》刊登的文章通常与葡萄牙共产党的组织状况和工作重点相关，同时也分析国内外的政治形势以及历史事件。该杂志还经常刊载葡萄牙共产党的官方信息，如中央委员会的报告等。